# 비브리오

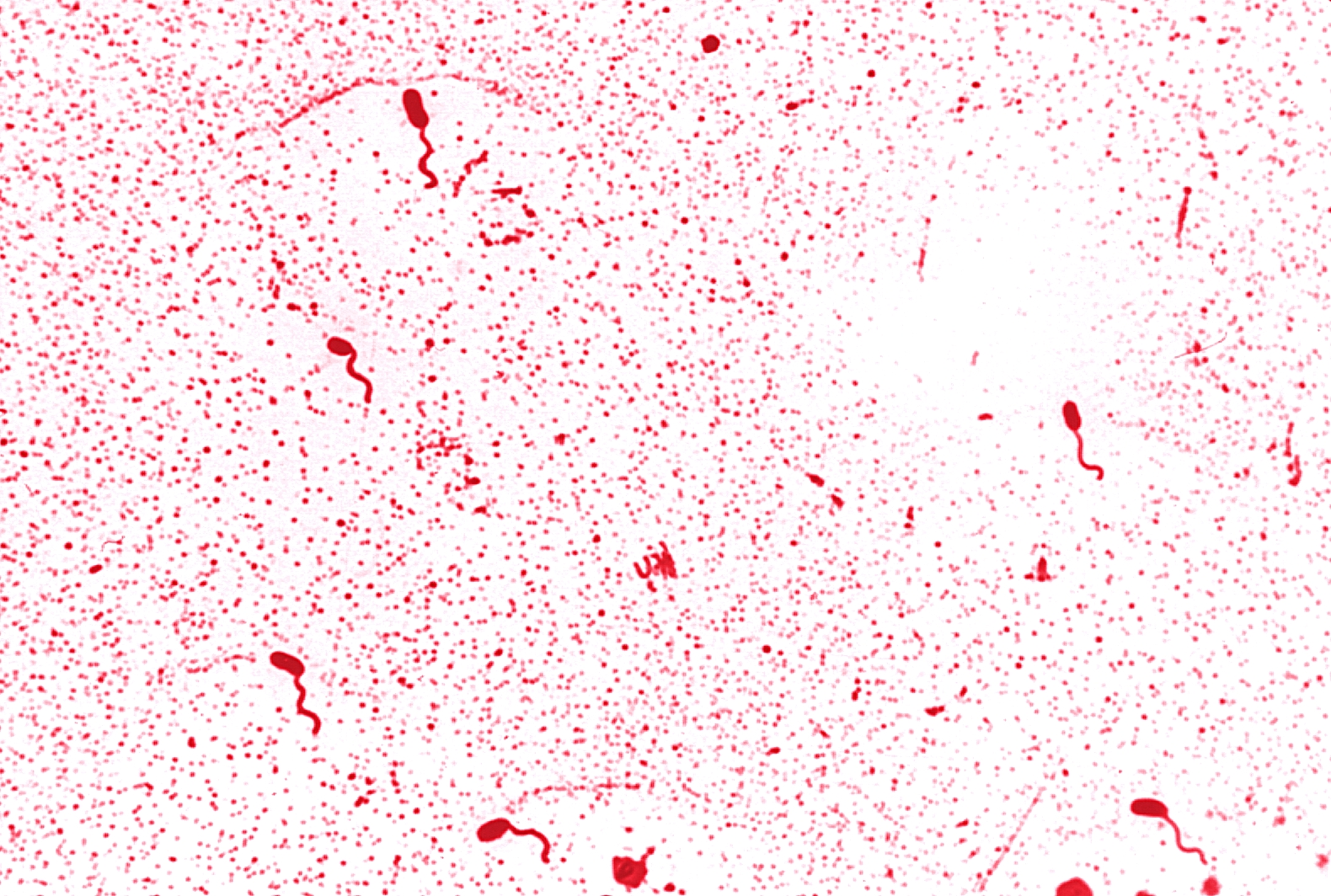

비브리오(Vibrio)는 곡선 막대 모양을 가진 그람 음성균의 한 속 (생물학)으로, 이 중 여러 종은 비브리오증이라는 식품 매개 감염 또는 연조직 감염을 일으킬 수 있다. 감염은 일반적으로 덜 익은 해산물을 섭취하는 것과 관련이 있다. 염분에 강한 내성을 갖고 있어 담수에서는 살 수 없으며 다양한 염수 환경에서 흔히 발견된다. 조건성 혐기성균은 산화효소 양성 반응을 보이고 포자를 형성하지 않는다. 속의 모든 구성원은 운동성이 있다. 이것들은 운동성이 있거나 없으며, 또 극성 또는 측면 편모를 가질 수 있다. 비브리오 종은 일반적으로 두 개의 염색체를 가지고 있는데, 이는 박테리아에게는 드문 일이다. 각 염색체는 뚜렷하고 독립적인 복제 원점을 가지며, 속 내에서 시간이 지남에 따라 함께 보존된다. 최근 계통발생은 일련의 유전자(다중 서열 분석)를 기반으로 구성되었다.